# Derk Boerrigter
Derk Boerrigter (ur. 16 października 1986 w Oldenzaal) – holenderski piłkarz grający na pozycji napastnika.

## Kariera
Jest wychowankiem FC Twente. W 2005 roku został zawodnikiem juniorskiej drużyny Ajaxu Amsterdam - Jong Ajax. W 2006 roku dołączył do kadry pierwszego zespołu. W 2007 roku przebywał na wypożyczeniu w HFC Haarlem. W 2007 roku odszedł do FC Zwolle. W barwach tego zespołu rozegrał 62 mecze ligowe, w których zdobył 11 goli. Dwa lata później został kupiony przez RKC Waalwijk. W lecie 2011 roku ponownie został piłkarzem Ajaxu. W rozgrywkach Eredivisie zadebiutował 7 sierpnia 2011 w meczu z De Graafschap (4:1). 30 lipca 2013 roku przeniósł się do Celtiku F.C., z którym podpisał 4-letni kontrakt. W 2016 roku zakończył karierę zawodniczą.
W Eredivisie rozegrał 78 spotkań i zdobył 19 bramek.